# Inside (Eloy)
Inside è il secondo album del gruppo Eloy. L'album è stato pubblicato nel 1973.

## Lista tracce
1. "Land of No Body" – 17:14
2. "Inside" – 6:35
3. "Future City" – 5:35
4. "Up and Down" – 8:23
5. "Daybreak" – 3:39
6. "On the Road" – 2:30

## Artisti
- Frank Bornemann - voce, chitarra e percussioni
- Fritz Randow - batteria, chitarra acustica, percussioni e flauto
- Wolfgang Stocker - basso
- Manfred Wieczorke - organo, chitarra, voce e percussioni.